# Maria Friedman
Maria Friedman (Oberland, 19 de marzo de 1960) es una actriz inglesa de origen suizo de teatro, cine y televisión.
Ha recibido diversos reconocimientos en el ámbito teatral, entre ellos el Premio Laurence Olivier en la categoría mejor espectáculo en 1995 por su rol en By Special Arrangement montada en el Donmar Warehouse, a la mejor actriz en un musical en 1997 por su papel en Passion estrenada en el Queen's Theatre y a la misma categoría en el 2004 por su rol en Ragtime montada en el Piccadilly Theatre; además, ha sido nominada en varias ocasiones al mismo galardón: a la mejor actriz en un musical en 1998 por su ron en Lady In The Dark estrenada en el Royal National Theatre, en 1999 por su trabajo en Chicago con funciones en el Adelphi Theatre, en 2005 por su trabajo en The Woman In White estrenada en el Palace Theatre y en 2014 a la mejor directora por Merrily We Roll Along estrenada en el Harold Pinter Theatre.

## Premios y nominaciones
| Año  | Premio                  | Categoría                   | Trabajo                | Resultado | refs  |
| ---- | ----------------------- | --------------------------- | ---------------------- | --------- | ----- |
| 1995 | Premio Laurence Olivier | Mejor espectáculo           | By Special Arrangement | Ganadora  | [ 1 ] |
| 1997 | Premio Laurence Olivier | Mejor actriz en un musical  | Passion                | Ganadora  | [ 2 ] |
| 1998 | Premio Laurence Olivier | Mejor actriz en un musical  | Lady In The Dark       | Nominada  | [ 1 ] |
| 1999 | Premio Laurence Olivier | Mejor actriz en un musical  | Chicago                | Nominada  | [ 5 ] |
| 2004 | Premio Laurence Olivier | Mejor actriz en un musical  | Ragtime                | Ganadora  | [ 3 ] |
| 2005 | Premio Laurence Olivier | Mejor actriz en un musical  | The Woman In White     | Nominada  | [ 6 ] |
| 2005 | Premios WhatsOnStage    | Mejor actriz en un musical  | The Woman In White     | Ganadora  | [ 8 ] |
| 2006 | Theatre World Award     | Debut destacado en Broadway | The Woman In White     | Ganadora  | [ 9 ] |
| 2014 | Premio Laurence Olivier | Mejor directora             | Merrily We Roll Along  | Nominada  | [ 3 ] |